# Mana Iwabuchi
Mana Iwabuchi (岩渕 真奈, Iwabuchi Mana, também いわぶち まな; nascida em 18 de março de 1993) é uma futebolista japonesa que atua como atacante. Atualmente joga pelo Bayern Munich.